# 末吉孝弘
末吉 孝弘（すえよし たかひろ、1961年 - ）は、日本の実業家、ホテル総支配人。2017年よりザ・キャピトルホテル 東急 総支配人、株式会社東急ホテルズ 常務執行役員。
2022年より株式会社パレスホテル 事業開発本部 エグゼクティブオフィサー。2025年に同ホテル取締役に就任。

## 略歴・人物
- 1961年神奈川県横浜市生
- 神奈川大学法学部法律学科卒業

### 職歴
- 1985年　神奈川大学 法学部 法律学科卒
- 1985年　東京急行電鉄株式会社入社
- 1995年　同社　海外事業部 管理部
- 1995年　米コーネル大学ホテルスクール マーケティング科目修了
- 1997年　パン パシフィック ホテル横浜 (現(株)横浜ベイホテル東急) マーケティング部長
- 2002年　マウナ・ラニ・リゾート社(ハワイ島) 副社長
- 2007年　株式会社東急ホテルズ ホテル・リゾートブランド統括部
- 2009年　同社　博多エクセルホテル東急 執行役員総支配人
- 2011年　同社　博多エクセルホテル東急兼下関東急イン　総支配人
- 2012年　同社　渋谷エクセルホテル東急兼渋谷東急イン総支配人
- 2014年　同社　執行役員 運営部長
- 2015年　同社　執行役員 マーケティング部長
- 2017年　同社　取締役執行役員　ザ･キャピトルホテル 東急 総支配人
- 2020年　同社　常務執行役員　ザ・キャピトルホテル東急 総支配人
- 2022年　株式会社パレスホテル　事業開発本部　エグゼクティブオフィサー
- 2022年　中村国際ホテル専門学校　非常勤講師
- 2024年9月　神奈川大学国際日本学部非常勤講師
- 2025年3月　株式会社パレスホテル　取締役

### 公職
- 2020年　神奈川大学　評議員
- 2021年　観光庁　地方における高付加価値なインバウンド観光地づくり検討委員会　顧客価値創造分科会　委員

## エピソード
- 2017年4月1日 ザ・キャピトルホテル 東急の総支配人に就任した末吉孝弘は、就任後初のジェネラルスタッフミーティングにおいて開口一番「日本一のホテルになる」と抱負を語った。[1]
- 2014年より玉川大学、北海道大学、東洋大学、白百合女子大学、淑徳大学、神奈川大学、フェリス女学院大学、東海大学、東京YMCA国際ホテル専門学校、専門学校日本ホテルスクールなどで、「ホテル経営」「ホスピタリティービジネス」「キャリアデザイン」をテーマとした講演・講義多数。
- 2014年11月19日 母校神奈川大学においてホテル経営、ホスピタリティービジネスについて講義を行った。[2]
- 2021年12月 観光庁　顧客価値創造分科会委員として富裕層インバウンド誘致に向けた検討会にて、ラグジュアリートラベラーを呼び込み、リピーターになって頂くための方策に関する提言を行った。